# Corystosiren varguezi
Corystosiren varguezi — вид вымерших морских растительноядных млекопитающих из семейства дюгоневые. Единственный известный науке вид рода Corystosiren. Его ископаемые остатки принадлежат к позднему миоцену и раннему плиоцену (10,3—3,6 млн лет назад). Они найдены на территории Северной Америки в США (штат Флорида) и Месике (Юкатан). Типовой образец этого вида — ископаемый череп и частичный скелет IGM 4569, найденный на Ранчо Чапас, в карбонатном известняке Занклин в формации Каррильо-Пуэрто в Мексике. 